# جیرجیرک‌های زمینی زره‌دار
جیرجیرک‌های زمینی زره‌دار (نام علمی: Bradyporinae) نام یک زیرخانواده از تیره جیرجیرک‌های بیشه است.